# Südliche Gelbfledermaus
Die Südliche Gelbfledermaus oder Südliche Gelbe Fledermaus (Lasiurus ega) ist eine Fledermausart aus der Familie der Glattnasen (Vespertilionidae), die in Südamerika beheimatet ist.
Der Gattungsname Lasiurus ist griechisch und bedeutet „behaarter Schwanz“. Der Artname ega bezieht sich auf eine Region im Amazonas, Brasilien, in der der Holotyp gefangen wurde.

## Beschreibung
Lasiurus ega ist mit einem Gewicht von durchschnittlich 6 g für Männchen und 8 g für Weibchen eine relative kleine Fledermaus. Die Gesamtlänge beträgt 111–132 mm, die Unterarmlänge 42,9–48,9 mm. Der Sexualdimorphismus ist ausgeprägter als bei anderen Glattnasen, wahrscheinlich als eine Anpassung der Weibchen an die für Fledermäuse relativ hohe Anzahl Jungtiere pro Wurf. Die Fellfarbe variiert von gelblich bis orange, wobei der Bauch etwas heller ist als der Rücken. Die Schwanzflughaut ist wie bei allen Vertretern der Gattung der Roten Fledermäuse dicht behaart. Die Ohren sind kurz und rund.

## Lebensweise
Lasiurus ega ist wie die meisten Fledermäuse nachtaktiv und ernährt sich von Insekten. Tagsüber hängt die Art meist einzeln an der Mittelrispe großer Blätter, häufig auch unter Palmwedeln. Nebst Fächerpalmen nutzt die Art auch gerne Bananenstauden und Mangobäume als Hangplatz. Manchmal findet man auch Tiere in Strohdächern. Man geht davon aus, dass Lasiurus ega wie auch ihre Schwesterarten, die Rote Fledermaus und die Eisgraue Fledermaus, zu den migrierenden Fledermäusen gehören. Dabei wandern nördliche Population im Herbst Richtung Süden, um dort zu überwintern. Manche Tiere bleiben aber auch in nördlichen Regionen und halten dort Winterschlaf.

## Fortpflanzung
Die Paarungszeit von Lasiurus ega findet bei Population in Paraguay im Mai statt, wobei die Weibchen die Spermien bis zu drei Monate einlagern. Der Eisprung findet erst im August statt, woraufhin die Eizelle mit den gelagerten Spermien befruchtet wird. Wie bei anderen Vertretern der Gattung der Roten Fledermäuse paaren sich Männchen und Weibchen in den gemäßigten Breiten wahrscheinlich im Herbst, während die Befruchtung der Eizelle im Winter und die Geburt der Jungtiere im Sommer stattfindet. Nach einer Tragezeit von 3–3,5 Monaten bringt das Weibchen 1–4 nackte, blinde Jungen zur Welt. Die Säugezeit beträgt mindestens 60 Tage.

## Verbreitung
Lasiurus ega kommt vom südlichen Ende Texas bis Zentral-Argentinien vor, wobei sie in der Andenregion und der Sierra Madre in Mexiko fehlt. Die IUCN schätzt die Art dank ihrer weiten Verbreitung und ihres Vorkommens in geschützten Gebieten als ungefährdet ein.